# 新鑒真號

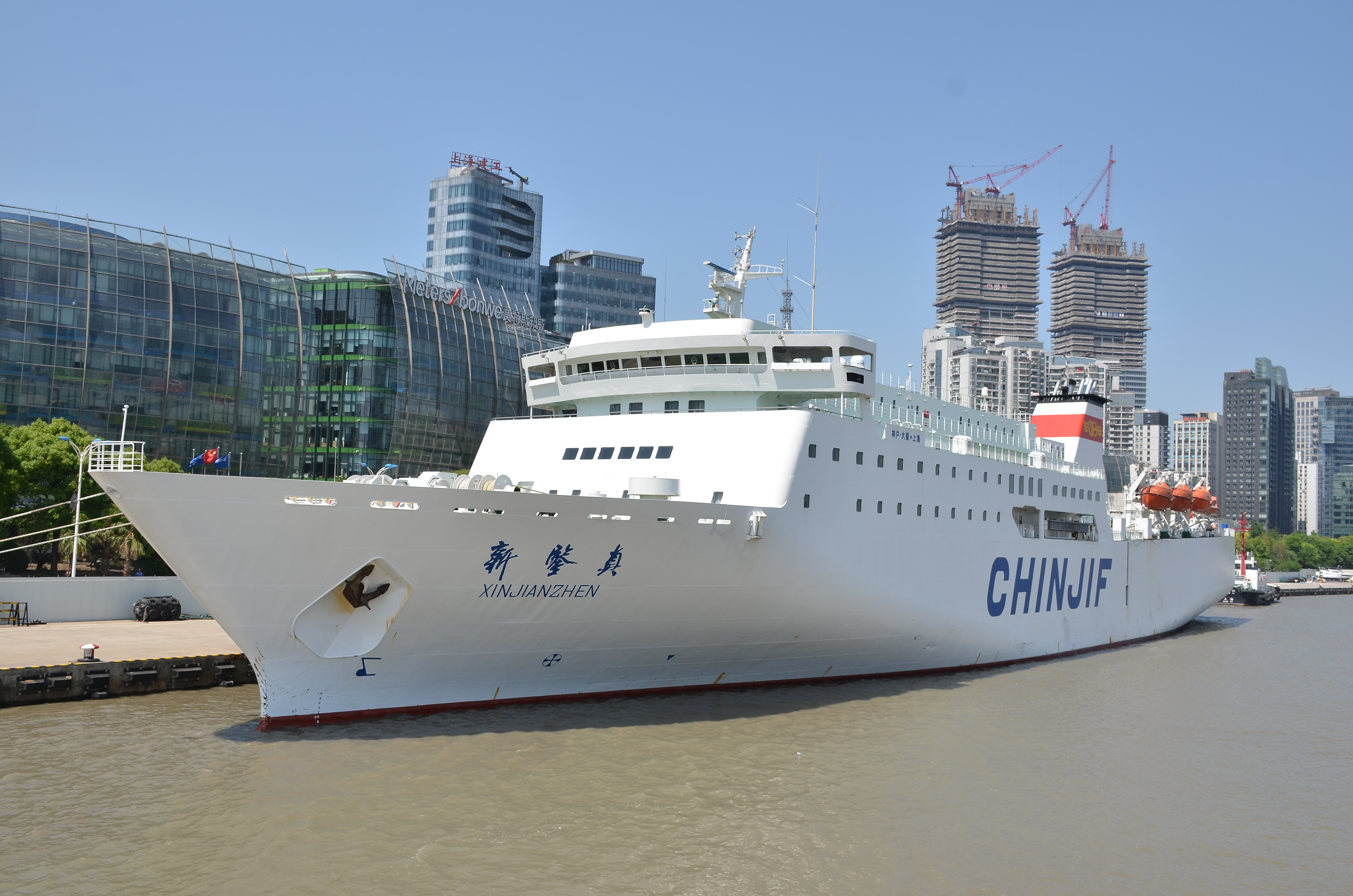
新鉴真号

新鑒真號（しんがんじん）是中日国际轮渡有限公司旗下的一艘往來於中华人民共和国上海市至日本大阪和神户之間的客货两用轮船，該船名稱來自於鑒真，於1994年4月開始運營。新鑒真號全长156.69米，总吨位14543吨，宽23米，可搭載345位游客。
2020年1月28日起，受到2019冠状病毒病疫情影响，新鉴真号客运暂停，仅办理货运。
2024年2月，中日国际轮渡宣布将用新造第三代中日班轮鉴真号取代现有新鉴真号来实现恢复客运运输，而现有新鉴真号则继续仅维持货运运输。
2024年6月，第三代中日班轮鉴真号投入运营，但由于上海港国际客运中心翻新工程严重延误，因此该轮仅提供货运服务。鉴真号的客运服务直至2025年7月21日方才恢复。

## 外部連結
- 日中国際フェリー 新鑑真 （页面存档备份，存于）